# 軍国の女神
『軍国の女神』（ぐんこくのめがみ）は、1937年（昭和12年）製作、藤本修一郎監督による日本のサイレント映画、全勝キネマ製作作品である。藤本修一郎の長篇劇映画第1回監督作品である。

## 略歴・概要
本作は、公開情報については不明である。
時代劇、それも剣戟映画を得意とした全勝キネマの現代劇作品である。監督の藤本修一郎は、マキノ・プロダクション、マキノトーキー製作所出身の演出家で、1936年（昭和11年）1月のマキノトーキーの陣容発表の際、助監督部に名を連ねている。ヒロインを演じた美島麗子は、翌1938年（昭和13年）、全勝キネマ、熊谷草弥監督の『キング・コング』(江戸に現れたキングコング)でもヒロインを演じている。
東京国立近代美術館フィルムセンターは本作のプリントを所蔵していない。マツダ映画社も所蔵していない。現状、観賞することの不可能な作品である。

## スタッフ・作品データ
- 監督：藤本修一郎
- 脚本：南郷亘
- 撮影：岸雅夫

- 製作 : 全勝キネマ
- 上映時間（巻数） : 不明
- フォーマット : 白黒映画 - スタンダードサイズ（1.33:1） - サイレント映画

## キャスト
- 天津哲郎
- 美島麗子

## 註
1. ↑  藤本修一郎、日本映画データベース、2009年12月13日閲覧。
2. ↑  『映画渡世 天の巻 - マキノ雅弘自伝』、マキノ雅弘、平凡社、1977年 / 新装版、2002年 ISBN 4582282016、初版 p.333-334の記述を参照。
3. ↑  キング・コング、日本映画データベース、2009年12月13日閲覧。
4. ↑  所蔵映画フィルム検索システム、東京国立近代美術館フィルムセンター、2009年12月13日閲覧。
5. ↑  主な所蔵リスト 劇映画＝邦画篇、マツダ映画社、2009年12月13日閲覧。